# Benzoxépine
La benzoxépine ou benzooxépine est un composé hétérocyclique bicyclique constitué d'un cycle benzénique fusionné avec celui d'oxépine et de numéro CAS 213-22-9 (mélange des isomères). Il y a trois isomères :
| * la 1-benzoxépine en équilibre avec son tautomère 1aH-naphtho[1,8a-b]oxirène, |
| * la 2-benzoxépine en équilibre avec son tautomère naphtho[1,2-b]oxirène,      |
| * la 3-benzoxépine en équilibre avec son tautomère naphtho[2,3-b]oxirène,      |

C'est aussi le nom de la famille des composés chimiques partageant ces structures moléculaires comme l'oxétorone.